# Castêlo da Maia Ginásio Clube (pallavolo femminile)
Il Castêlo da Maia Ginásio Clube è una società pallavolistica femminile portoghese con sede a Maia: milita nel campionato di Segunda Divisão.

## Storia della società
Il club del Castêlo da Maia Ginásio Clube viene fondato nel 1973 con una sezione pallavolistica sia maschile che femminile. La sezione femminile, dopo diversi anni di militanza nei campionati minori portoghesi, raggiunge la massima serie e nella stagione 1993-94 conquista il suo primo scudetto che corrisponde anche al primo trofeo vinto.
Dal 1995 la squadra diventa la dominatrice di tutte le competizioni portoghesi, vincendo campionati, coppe e supercoppe: questi risultati consentono al Castêlo da Maia di partecipare alle competizioni europee, tra cui numerose Champions League, senza però ottenere mai nessun risultato di prestigio.
Dal 2003 inizia un lento declino che porterà la squadra a giocare prima in Divisão A2 e poi addirittura in II Divisão: nel 2010 conquista la promozione nella serie cadetta.

## Palmarès
- Campionato portoghese: 9

1993-94, 1995-96, 1996-97, 1997-98, 1998-99, 1999-00, 2000-01, 2001-02, 2002-03
- Coppa di Portogallo: 8

1995-96, 1996-97, 1997-98, 1998-99, 1999-00, 2001-02, 2002-03, 2003-04
- Supercoppa portoghese: 6

1995, 1996, 1997, 1998, 1999, 2000